# ابن الشماع
ابن الشَمّاع أو أبو عبد الله محمد بن أبي العبّاس أحمد بن محمد الهنتاتي كان قاضي الأمحال في عهد السلطان الحفصي أبي عمرو عثمان، ألف كتاب الأدلة البينة النورانية في مفاخر الدولة الحفصية عام 1457 م\861 هـ.
1. ↑   https://al-maktaba.org/book/33556/904. {{استشهاد ويب}}: |url= بحاجة لعنوان (مساعدة) والوسيط |title= غير موجود أو فارغ (من ويكي بيانات) (مساعدة)